# Danh sách tập phim Hagane no Renkinjutsushi Fullmetal Alchemist

Bìa đĩa DVD và Blu-ray đầu tiên của Fullmetal Alchemist: Brotherhood.

Hagane no Renkinjutsushi: Fullmetal Alchemist (tựa tiếng Anh: Fullmetal Alchemist: Brotherhood) là một loạt anime truyền hình dài tập được chuyển thể và độc lập phát triển bởi xưởng phim Bones từ bộ manga Giả kim thuật sư của Hiromu Arakawa. Trong khi Bones sản xuất phiên bản anime mới, Yasuhiro Irie là người đảm nhiệm vai trò đạo diễn, cùng phần kịch bản chắp bút bởi Hiroshi Ōnogi. Bộ phim theo chân hai anh em nhà giả kim, Edward và Alphonse Elric, trong hành trình lấy lại phần cơ thể đã mất khi họ cố gắng hồi sinh mẹ mình. Không giống anime đầu tiên, loạt phim có một cốt truyện riêng, bộ anime thứ hai này có cốt truyện bám sát nội dung của manga.
Loạt phim được công chiếu từ ngày 5 tháng 4 năm 2009, 5:00 tối thứ 7 JST (giờ vàng anime) hằng tuần trên kênh MBS-TBS thay thế cho Mobile Suit Gundam 00. Vào ngày 20 tháng 3 năm 2009, có thông báo nói rằng sẽ có bản lồng tiếng Nhật và phụ đề tiếng Anh được chiếu trên Animax Asia từ ngày 10 tháng 4 năm 2010, lúc 8:30 tối, 5 ngày sau khi chiếu tại Nhật. Vào ngày 3 tháng 4 năm 2009, Funimation thông báo họ sẽ chiếu bản phụ đề tiếng Anh 4 ngày sau khi công chiếu tại Nhật. Funimation sau đó đã trì hoãn việc công chiếu các tập mới của bộ phim vài tuần vì sự cố của một tập phim One Piece bị tải xuống trước khi công chiếu tại Nhật. Tuy nhiên, các tập phim đã nhanh chóng được đưa trở lại trên trang web chính thức của Funimation cũng như kênh chính thức hãng trên Youtube ]]. Các tập phim được phát từ Funimation mỗi sáng thứ 5 lúc 10:00 CDT. Các tập phim cũng được công chiếu tại Hulu, và các tập mới được cập nhật 14 ngày sau khi công chiếu. Madman Entertainment cũng sẽ chiếu các tập phim này "trong vòng vài ngày" sau khi chúng được phát sóng tại Nhật. Bản lồng liếng Anh bắt đầu ra mắt ngày 13 tháng 2 năm 2010 lúc nửa đêm trên kênh Adult Swim, như là một phần của giờ vàng anime thứ 7.
Aniplex bắt đầu phát hành bộ DVD và Blu-ray vào ngày 26 tháng 8 năm 2009. Đĩa đầu tiên bao gồm 2 tập và một original video animation (OVA). Hai OVA khác cũng được thêm vào trong đĩa thứ 5 và thứ 9 chung với các tập phim. Các đĩa còn lại không có OVA. Tổng cồng có 16 đĩa đã được phát hành, với đĩa cuối cùng vào ngày 24 tháng 9 năm 2010. Funimation also began releasing the episodes in Blu-ray and DVD volumes each of thirteen episodes on ngày 25 tháng 5 năm 2010.
Phần âm nhạc của Brotherhood do Akira Senju đảm nhận. Có tất cả 10 ca khúc được dùng làm nhạc phim cho phần Brotherhood. Theo thứ tự, các ca khúc mở đầu và kết thúc của phim bao gồm: "Again" của Yui, và "Uso" (嘘 lit. "Lie") của Sid. Trong các tập 15-26, các ca khúc mở đầu và kết thúc lần lượt là "Hologram" của Nico Touches the Walls, và "Let It Out" của Miho Fukuhara. Đối với các tập 27-38, ca khúc mở đầu và kết thúc là "Golden Time Lover" của Sukima Switch, và "Tsunaida Te" (つないだ手 lit. "Tied Hands") của Lil'B. Các tập 39-50, ca khúc mở đầu và kết thúc là "Period" của Chemistry, và "Shunkan Sentimental" (瞬間センチメンタル Shunkan Senchimentaru, lit. "Sentimental Moment") của Scandal. Còn các tập 51-62, các ca khúc mở đầu và kết thúc lần lượt là "Rain" (レイン Rein) của Sid, và "Ray of Light" của Shoko Nakagawa. Trong khi tập 63 và 64 không có ca khúc mở đầu, "Rain" và "Hologram lần lượt được sử dụng làm ca khúc kết thúc.

## Danh sách tập phim
| # | Tựa                                                                                                 | Ngày phát sóng tại Nhật   | Ngày phát sóng tại Mĩ    |
| --- | --------------------------------------------------------------------------------------------------- | ------------------------- | ------------------------ |
| 01 | "Cang giả kim thuật sư" "Hagane no Renkinjutsushi" (鋼の錬金術師)                                   | Ngày 5 tháng 4 năm 2009   | Ngày 13 tháng 2 năm 2010 |
| Hai anh em nhà Elric, Edward và Alphonse đã gây dựng danh tiếng vang dội cho bản thân mặc cho sự nghiệp ngắn ngủi trong quân đội của Edward. Hai người được King Bradley (Führer) và Đại tá Roy Mustang triệu tập để săn lùng một giả kim thuật sư quốc gia phản bội tên là Isaac McDougal (còn có biệt hiệu là "Băng giả kim thuật sư"). Edward và Alphonse mai phục và bắt giữ thành công mục tiêu của họ. Tuy nhiên, Edward trở nên cáu gắt vì McDougal gọi cậu là "lùn", do đó McDougal tìm thấy sơ hở và trốn thoát. Anh em nhà Elric và quân đội quốc gia bị ép phải tham chiến với McDougal lần nữa khi anh ta cùng một lúc kích hoạt nhiều vòng tròn chuyển hóa (transmutation circle) tại Khu Trung Ương (Central). Hành động này tạo ra một phản ứng giả kim gây tê liệt toàn bộ hệ thống trung tâm chỉ huy. Edward nghi ngờ có người sử dụng hòn đá triết gia, nhưng không có khả năng kiểm chứng nghi ngờ này. May mắn thay, anh em nhà Elric, Trung tá Alex Louis Armstrong và Mustang đã ngăn chặn thành công kế hoạch phá hủy Khu Trung Ương bằng băng giá của McDougal. Führer chạm trán với McDougal khi y đang cố chạy trốn. Trong một cuộc chiến ngắn ngay sau đó, Führer dễ dàng chém chết McDougal, kế đó ông ghi nhận Mustang cùng anh em nhà Elric đã hỗ trợ hoàn thành nhiệm vụ.                              | |                           |                          |
| 02 | "Ngày đầu tiên" "Hajimari no Hi" (はじまりの日)                                                     | Ngày 12 tháng 4 năm 2009  | Ngày 20 tháng 2 năm 2010 |
| Trên chuyến tàu hỏa của Edward và Alphonse đến Liore, hai người hồi tưởng lại thời thơ ấu khi họ học thuật giả kim sơ đẳng từ những cuốn sách của cha mình. Lúc mẹ qua đời, họ cố gắng hồi sinh bà bằng việc chuyển hóa con người – hành vi được chính thức coi là cấm kị trong luật giả kim. Một thực thể bóng tối bí ẩn đã tiến hành phân giải cơ thể sống của Alphonse, trong khi đó một linh hồn lìa khỏi xác tên là Truth đã cho Edward thấy bí mật vén màn đằng sau hành động chuyển hóa con người hoàn hảo, kết quả là Edward đã đổi được cái chân trái của mình. Nhằm ngăn em trai mình biến mất, Edward đã liên kết hồn của Alphonse với một bộ giáp sắt, đồng thời hi sinh cánh tay phải của mình để hoàn tất quá trình chuyển hóa. Trở lại thực tại, Trung tá Maes Hughes đưa cho Mustang xem một tập tài liệu liên quan đến sự cố của McDougal, anh cho rằng McDougal đã sử dụng một thuật của nước Xing ít được biết tới, tên là "luyện đan thuật". Ngược dòng 4 năm về trước, kĩ năng sống sót của Edward trong lúc chuyển hóa con người, bên cạnh việc cậu gắn linh hồn em trai mình vào bộ giáp đã thu hút sự chú ý của Mustang, và Đại tá này đề nghị Edward trở thành một giả kim thuật sư quốc gia. Tiếp đó Edward vượt qua kì thi tuyển giả kim thuật sư quốc gia và được trao danh hiệu "Cang giả kim thuật sư". | |                           |                          |
| 03 | "Thành phố Heresy" "Jakyō no Machi" (邪教の街)                                                      | Ngày 19 tháng 4 năm 2009  | Ngày 27 tháng 2 năm 2010 |
| 04 | "An Alchemist's Anguish" "Renkinjutsushi no Kunō" (錬金術師の苦悩)                                  | Ngày 26 tháng 4 năm 2009  | Ngày 6 tháng 3 năm 2010  |
| 05 | "Rain of Sorrows" "Kanashimi no Ame" (哀しみの雨)                                                   | Ngày 3 tháng 5 năm 2009   | Ngày 13 tháng 3 năm 2010 |
| 06 | "Road of Hope" "Kibō no Michi" (希望の道)                                                           | Ngày 10 tháng 5 năm 2009  | Ngày 20 tháng 3 năm 2010 |
| 07 | "Hidden Truths" "Kakusareta Shinjitsu" (隠された真実)                                               | Ngày 17 tháng 5 năm 2009  | Ngày 27 tháng 3 năm 2010 |
| 08 | "The Fifth Laboratory" "Daigo Kenkyūsho" (第五研究所)                                               | Ngày 24 tháng 5 năm 2009  | Ngày 3 tháng 4 năm 2010  |
| 09 | "Created Feelings" "Tsukurareta Omoi" (創られた想い)                                                | Ngày 31 tháng 5 năm 2009  | Ngày 10 tháng 4 năm 2010 |
| 10 | "Separate Destinations" "Sorezore no Yukusaki" (それぞれの行く先)                                   | Ngày 7 tháng 6 năm 2009   | Ngày 17 tháng 4 năm 2010 |
| 11 | "Miracle at Rush Valley" "Rasshu Barē no Kiseki" (ラッシュバレーの奇跡)                             | Ngày 14 tháng 6 năm 2009  | Ngày 24 tháng 4 năm 2010 |
| 12 | "One is All, All is One" "Ichi wa Zen, Zen wa Ichi" (一は全、全は一)                                | Ngày 21 tháng 6 năm 2009  | Ngày 1 tháng 5 năm 2010  |
| 13 | "Beasts of Dublith" "Daburisu no Kemono-tachi" (ダブリスの獣たち)                                   | Ngày 28 tháng 6 năm 2009  | Ngày 8 tháng 5 năm 2010  |
| 14 | "Those Who Lurk Underground" "Chika ni Hisomu Mono-tachi" (地下にひそむ者たち)                      | Ngày 5 tháng 7 năm 2009   | Ngày 15 tháng 5 năm 2010 |
| 15 | "Envoy From the East" "Tōhō no Shisha" (東方の使者)                                                 | Ngày 12 tháng 7 năm 2009  | Ngày 22 tháng 5 năm 2010 |
| 16 | "Footsteps of a Comrade-in-Arms" "Tomo no Ashiato" (戦友の足跡)                                     | Ngày 19 tháng 7 năm 2009  | Ngày 30 tháng 5 năm 2010 |
| 17 | "Cold Flame" "Reitetsu na Honō" (冷徹な焔)                                                          | Ngày 26 tháng 7 năm 2009  | Ngày 5 tháng 6 năm 2010  |
| 18 | "The Arrogant Palm of a Small Human" "Chiisa na Ningen no Gōman na Tenohira" (小さな人間の傲慢な掌) | Ngày 2 tháng 8 năm 2009   | Ngày 12 tháng 6 năm 2010 |
| 19 | "Death of the Undying" "Shinazaru Mono no Shi" (死なざる者の死)                                     | Ngày 9 tháng 8 năm 2009   | Ngày 19 tháng 6 năm 2010 |
| 20 | "Father Before the Grave" "Bozen no Chichi" (墓前の父)                                              | Ngày 16 tháng 8 năm 2009  | Ngày 26 tháng 6 năm 2010 |
| 21 | "Advance of the Fool" "Gusha no Zenshin" (愚者の前進)                                               | Ngày 30 tháng 8 năm 2009  | Ngày 3 tháng 7 năm 2010  |
| 22 | "Backs in the Distance" "Tōku no Senaka" (遠くの背中)                                               | Ngày 6 tháng 9 năm 2009   | Ngày 10 tháng 7 năm 2010 |
| 23 | "Girl on the Battlefield" "Ikusaba no Shōjo" (戦場の少女)                                           | Ngày 13 tháng 9 năm 2009  | Ngày 17 tháng 7 năm 2010 |
| 24 | "Inside the Belly" "Hara no Naka" (腹の中)                                                          | Ngày 20 tháng 9 năm 2009  | Ngày 24 tháng 7 năm 2010 |
| 25 | "Doorway of Darkness" "Yami no Tobira" (闇の扉)                                                     | Ngày 27 tháng 9 năm 2009  | Ngày 31 tháng 7 năm 2010 |
| 26 | "Reunion" "Saikai" (再会)                                                                           | Ngày 4 tháng 10 năm 2009  | Ngày 7 tháng 8 năm 2010  |
| 27 | "Interlude Party" "Hazama no Utage" (狭間の宴)                                                      | Ngày 11 tháng 10 năm 2009 | Ngày 28 tháng 1 năm 2011 |
| 28 | "Father" "Otō-sama" (おとうさま)                                                                    | Ngày 18 tháng 10 năm 2009 | ngày 15 tháng 1 năm 2011 |
| 29 | "Struggle of the Fool" "Gusha no Agaki" (愚者の足掻き)                                              | Ngày 25 tháng 10 năm 2009 | Ngày 22 tháng 1 năm 2011 |
| 30 | "The Ishvalan War of Extermination" "Ishuvāru Senmetsusen" (イシュヴァール殲滅戦)                   | Ngày 1 tháng 11 năm 2009  | Ngày 29 tháng 1 năm 2011 |
| 31 | "The 520 Cens Promise" "Gohyaku Nijū Senzu no Yakusoku" (520センズの約束)                           | Ngày 8 tháng 11 năm 2009  | Ngày 5 tháng 2 năm 2011  |
| 32 | "The Fuhrer's Son" "Daisōtō no Musuko" (大総統の息子)                                               | Ngày 15 tháng 11 năm 2009 | Ngày 12 tháng 2 năm 2011 |
| 33 | "The Northern Wall of Briggs" "Burigguzu no Hokuheki" (ブリッグズの北壁)                            | Ngày 22 tháng 11 năm 2009 | Ngày 19 tháng 2 năm 2011 |
| 34 | "Ice Queen" "Kōri no Joō" (氷の女王)                                                                | Ngày 29 tháng 11 năm 2009 | Ngày 26 tháng 2 năm 2011 |
| 35 | "The Shape of This Country" "Kono Kuni no Katachi" (この国のかたち)                                 | Ngày 6 tháng 12 năm 2009  | Ngày 5 tháng 3 năm 2011  |
| 36 | "Family Portrait" "Kazoku no Shōzō" (家族の肖像)                                                    | Ngày 13 tháng 12 năm 2009 | Ngày 12 tháng 3 năm 2011 |
| 37 | "The First Homunculus" "Hajimari no Homunkurusu" (始まりの人造人間（ホムンクルス）)                 | Ngày 20 tháng 12 năm 2009 | Ngày 19 tháng 3 năm 2011 |
| 38 | "Conflict at Baschool" "Bazukūru no Gekitō" (バズクールの激闘)                                      | Ngày 27 tháng 12 năm 2009 | Ngày 26 tháng 3 năm 2011 |
| 39 | "Daydream" "Hakuchū no Yume" (白昼の夢)                                                             | Ngày 10 tháng 1 năm 2010  | Ngày 2 tháng 4 năm 2011  |
| 40 | "Homunculus (The Dwarf in the Flask)" "Homunkurusu" (フラスコの中の小人)                            | Ngày 17 tháng 1 năm 2010  | Ngày 9 tháng 4 năm 2011  |
| 41 | "The Abyss" "Naraku" (奈落)                                                                         | Ngày 24 tháng 1 năm 2010  | Ngày 16 tháng 4 năm 2011 |
| 42 | "Signs of a Counteroffensive" "Hangeki no Kizashi" (反撃の兆し)                                     | Ngày 31 tháng 1 năm 2010  | Ngày 23 tháng 4 năm 2011 |
| 43 | "Bite of the Ant" "Ari no Hito Kami" (蟻のひと噛み)                                                 | Ngày 7 tháng 2 năm 2010   | Ngày 1 tháng 5 năm 2011  |
| 44 | "Revving at Full Throttle" "Barinbarin no Zenkai" (バリンバリンの全開)                              | ngày 14 tháng 2 năm 2010  | Ngày 8 tháng 5 năm 2011  |
| 45 | "The Promised Day" "Yakusoku no Hi" (約束の日)                                                      | Ngày 21 tháng 2 năm 2010  | Ngày 15 tháng 5 năm 2011 |
| 46 | "Looming Shadows" "Semaru Kage" (迫る影)                                                            | Ngày 28 tháng 2 năm 2010  | Ngày 22 tháng 5 năm 2011 |
| 47 | "Emissary of Darkness" "Yami no Shisha" (闇の使者)                                                  | Ngày 7 tháng 3 năm 2010   | Ngày 29 tháng 5 năm 2011 |
| 48 | "The Oath in the Tunnel" "Chikadō no Chikai" (地下道の誓い)                                         | Ngày 14 tháng 3 năm 2010  | Ngày 5 tháng 6 năm 2011  |
| 49 | "Filial Affection" "Oyako no Jō" (親子の情)                                                         | Ngày 21 tháng 3 năm 2010  | Ngày 12 tháng 6 năm 2011 |
| 50 | "Upheaval in Central" "Sentoraru Dōran" (セントラル動乱)                                            | Ngày 28 tháng 3 năm 2010  | Ngày 19 tháng 6 năm 2011 |
| 51 | "The Immortal Legion" "Fushi no Gundan" (不死の軍団)                                                | Ngày 4 tháng 4 năm 2010   | Ngày 26 tháng 6 năm 2011 |
| 52 | "Combined Strength" "Minna no Chikara" (みんなの力)                                                 | Ngày 11 tháng 4 năm 2010  | Ngày 2 tháng 7 năm 2011  |
| 53 | "Flame of Vengeance" "Fukushū no Honō" (復讐の炎)                                                   | Ngày 18 tháng 4 năm 2010  | Ngày 9 tháng 7 năm 2011  |
| 54 | "Beyond the Inferno" "Rekka no Saki ni" (烈火の先に)                                                | Ngày 25 tháng 4 năm 2010  | Ngày 16 tháng 7 năm 2011 |
| 55 | "The Adults' Way of Life" "Otona-tachi no Ikizama" (大人たちの生き様)                               | Ngày 2 tháng 5 năm 2010   | Ngày 23 tháng 7 năm 2011 |
| 56 | "The Return of the Fuhrer" "Daisōtō no Kikan" (大総統の帰還)                                        | Ngày 9 tháng 5 năm 2010   | Ngày 30 tháng 7 năm 2011 |
| 57 | "Eternal Leave" "Eien no Itoma" (永遠の暇)                                                          | Ngày 16 tháng 5 năm 2010  | Ngày 6 tháng 8 năm 2011  |
| 58 | "Sacrifices" "Hitobashira" (ひとばしら)                                                             | Ngày 23 tháng 5 năm 2010  | Ngày 13 tháng 8 năm 2011 |
| 59 | "Lost Light" "Ushinawareta Hikari" (失われた光)                                                     | Ngày 30 tháng 5 năm 2010  | Ngày 20 tháng 8 năm 2011 |
| 60 | "Eye of Heaven, Gateway of Earth" "Ten no Hitomi, Chi no Tobira" (天の瞳、地の扉)                   | Ngày 6 tháng 6 năm 2010   | Ngày 27 tháng 8 năm 2011 |
| 61 | "He Who Would Swallow God" "Kami o Nomikomishi Mono" (神を呑みこみし者)                             | Ngày 13 tháng 6 năm 2010  | Ngày 3 tháng 9 năm 2011  |
| 62 | "A Fierce Counterattack" "Seizetsunaru Hangeki" (凄絶なる反撃)                                      | Ngày 20 tháng 6 năm 2010  | Ngày 10 tháng 9 năm 2011 |
| 63 | "The Other Side of the Gateway" "Tobira no Mukōgawa" (扉の向こう側)                                 | Ngày 27 tháng 6 năm 2010  | Ngày 17 tháng 9 năm 2011 |
| 64 | "Journey's End" "Tabiji no Hate" (旅路の涯)                                                         | Ngày 4 tháng 7 năm 2010   | Ngày 24 tháng 9 năm 2011 |

## OVA
| # | Tựa                                                                               | Ngày phát sóng bản tiếng Nhật | Ngày phát sóng bản tiếng Anh |
| - | --------------------------------------------------------------------------------- | ----------------------------- | ---------------------------- |
| 1 | "The Blind Alchemist" "Momoku no Renkinjutsushi" (盲目の錬金術師)                 | Ngày 26 tháng 8 năm 2009      |                              |
| 2 | "Simple People" "Shinpuru na Hitobito" (シンプルな人々)                           | Ngày 23 tháng 12 năm 2009     |                              |
| 3 | "The Chronicle of Teacher" "Sensei Monogatari" (師匠物語)                         | Ngày 21 tháng 4 năm 2010      |                              |
| 4 | "Yet Another Man's Battlefield" "Sore mo Mata Kare no Senjō" (それもまた彼の戦場) | Ngày 25 tháng 8 năm 2010      |                              |